# Wolfgang Klotz
Wolfgang Klotz (* 4. November 1951 in Torgau) ist ein ehemaliger deutscher Geräteturner. Sein Heimatverein war der ASK Vorwärts Potsdam.
Er errang bei den Olympischen Sommerspielen 1972 in München und bei den Olympischen Sommerspielen 1976 in Montreal mit der Mannschaft der Deutschen Demokratischen Republik (DDR) jeweils eine Bronzemedaille im Mannschaftsmehrkampf. Auch bei den Weltmeisterschaften 1974 in Warna erreichte er mit der DDR-Mannschaft den dritten Platz im Mehrkampf.
Bei DDR-Meisterschaften gewann er 1975 einen nationalen Titel am Pauschenpferd.